# Нікольський район (Донецька область)
Ніко́льський райо́н (до травня 2016 — Володарський) — колишня адміністративно-територіальна одиниця у південно-західній частині Донецької області. Адміністративний центр — смт Нікольське. Населення становило 28 023 (на 1.06.2018). Площа — 1221 км². Ліквідований з 19 липня 2020 року відповідно до постанови Верховної Ради України «Про утворення та ліквідацію районів» від 17 липня 2020 року № 807-IX..

## Нікольське (райцентр)
Нікольське — селище міського типу, розташоване на річці Калець, за 20 км від індустріального Маріуполя. Селище перетинають автомобільні дороги республіканського значення Маріуполь-Пологи-Запоріжжя та багато доріг місцевого значення. Тут мешкає 8 124 ос. (на 1.01.18) З них українців — 5220 ос., росіян — 2250 ос., греків — 900 ос., інших національностей (євреїв, німців, вірменів, циган, є навіть представники народів Півночі (вепси)) — 630 ос. Щодо вікового складу: працездатних близько 5 тис. ос., пенсіонерів — 2196 ос., дітей — 1600.
Більшість будинків одноповерхові, але в нових частинах селища — мікрорайонах Південному і Куйбишевському — будують двоповерхові, чотирьох- і п'ятиповерхові будинки.

## Природні ресурси та екологічна ситуація
Територія району, а це 122146 га загальної площі, входить в Донецько-Придніпровський округ і Нікольсько-Тельманівський природно-сільськогосподарський район.
Із загальної площі сільгоспугіддя займають 86,2 %, з них ріллі — 83,9 %, сінокоси і пасовиська — 15,2 %, лісові насадження — 0,7 %, лісосмуги — 3,9 %, під водою — 0,7 %, присадибні ділянки — 2,9 %, інших — 4,6 %.
Майже 17 тис. га земель розташовано на рівнині, 79,6 тис. га — на схилах. На орних угіддях схили займають 65,3 тис. га. Велике значення набуває рекультивація земель, боротьба з забрудненням ґрунтів. Велика проблема існує з вивозом побутового сміття.
На території району знаходиться 3 лісництва Приазовського лісгоспзагу:
1. Малоянісольське 3128 га
2. Нікольське («Азовська дача») 16,78 га
3. Федорівське 1472 га

З трьох заповідників Донбасу на території району розташовані відділення республіканського заповідника «Хомутовський степ» — «Кам'яні могили» (у верхів'ях річки Каратиш). Також є ентомологічні заказники місцевого значення — «Кальчицький», розташований на землях КСП «Шевченко», площею 2 га та «Старченківський», площею 5 га, розташований на землях КСП «Росія».
У виробничій зоні розташовані тваринні ферми, автотракторні парки, склади, переробки. Озеленення району низьке, воно не перевищує 8,3 %.
Породи докембрійського масиву виходять на поверхню та представляють гнейси та магматити. На підприємстві об'єднання «Донецькнерудпром» — Кальчицькому кар'єрі добувають сієніти. Є піщані та глиняні кар'єри, які використовуються як місцеві копалини і не мають промислового значення. Є рідкісноземельні метали, мармур, графіт та інші.
Водні ресурси представлені річками, водоймищами, свердловинами, технічними колодязями з обсягом води близько 12 млн м³. Забір підземної води від прогнозу обчислюється у 78 %. Якість погіршується внаслідок забруднення водоносних горизонтів (особливо у смт Нікольському).
У лісах Нікольського району є зайці-русаки, лисиці, вепри, козулі, фазани та багато інших тварин. Їх поголів'я дедалі зменшується. Однак існують дрофи та інші птахи, яких раніше не було. Чисельність мисливців близько 20 ос.
Основними забруднювачами повітря залишаються підприємства Кальчицького кар'єру, що розташовані на території Кальчицької сільської ради, а також комбікормовий завод, млин, олійний цех, 16 котелень, 40 автозаправних станцій на території району. У районі щороку накопичується близько 201 тис. тонн відходів, у тому числі відходів II та III класу небезпеки — 184 тис. тонн. Близько 9 тис. тонн — IV класу небезпеки. Гостро стоїть питання екологічно небезпечного поводження з побутовими відходами. Близько 16 тис. тонн ТПВ вивозиться на звалища, які не відповідають нормативам.
Робота ведеться згідно з Програмою на 2001–2005 рр. на основі Концепції охорони навколишнього природного середовища та раціонального природокористування в Донецькій області.

## Історія
Впродовж віків роздольний степ навколо Нікольського району бачив чимало кочових племен. Могили, кам'яні ідоли свідчать про його заселення ще у сивій давнині. На території Нікольського району жили кімерійці, потім з-за Дону сюди прийшли скіфи, а згодом — сармати.
Початок заснування селища Нікольське припадає на першу третину XIX ст., коли козаки Азовського козацького війська, яке складалося з вихідців з Задунайської Січі, на чолі з кошовим отаманом Йосипом Гладким вирішили оселитися на споконвічній запорізькій землі. Саме тоді і були засновані три станиці: Покровська, Новоспасівська та Петровська, а також 15 хуторів, в тому числі і хутір Гладкий. Така була перша назва смт Нікольське.
Засновник його Йосип (Осип) Михайлович Гладкий народився в селі Мельники (нині Канівський район Черкаської області) в сім'ї козака середньої руки в 1789 році. Досягнувши вісімнадцятирічного віку Йосип одружився, а ще через сім років, коли у нього були два сини і дві доньки, пішов на заробітки в Одесу. Півроку по тому Феодосія Андріївна, його дружина, одержала від свого чоловіка з Одеси сорок карбованців, після чого надовго перервалися їх відносини. Йосип приїхав до Ізмаїла, а потім через Дунай у Туреччину, де вступив у Січ. Йосип Гладкий відзначався не тільки хоробрістю, але і неабияким розумом. Козаки обрали його курінним отаманом.
З 1832 року Йосипа Гладкого призначили наказним отаманом Азовського війська. В 1853 році він був звільнений у відставку в чині генерал-майора. Помер Йосип Михайлович 5 (17) липня 1866 року в місті Олександрівському (Запоріжжі) від холери. Його могила збереглася у дворі Запорізького університету.
Хутір Гладкий розростався. В 1855 році це вже село Нікольське зі своєю церквою, а з 1875 року з однокласним земським училищем.
Населення займалося землеробством і тваринництвом. У ці роки збільшується виробництво товарного хліба, попит на який у зв'язку з розвитком промисловості на півдні країни, постійно зростав.
У 1807 році переселенці зі Смоленської губернії заснували село Темрюк. В 1831 році засновано станицю Покровську (сучасне село Бойове) та кілька хуторів, у тому числі хутір Гладкий (з 1855 р. — село Нікольське), які заселяли козаки Азовського козацького війська, вихідці з-за Дунаю.
У 1836 році на території району знайшлося місце і для переселенців з Голландії. Це села Бодні (сучасне село Республіка) та Ямбург (Новокраснівка).
У 1874 році у ці села переселяються німці-колоністи зі Східної Пруссії. Засновані нові села з німецьким населенням: Шенталь (сучасне Новороманівка), Гейбуден (с. Сергіївка), Серединівка, Степанівка (Гринфельд), Семенівка (Судорман) та інші.
У березні 1925 року урядом України була прийнята нова система адміністративно-територіального розподілу, згідно з якою с. Нікольське (з 1924 року с. Нікольське), стає центром району і сільської ради.
У роки Другої світової війни с. Нікольське з жовтня 1941 р. по вересень 1943 р. було окуповане нацистськими військами. На фронт пішло 960 володарців, а повернулося лише третина.
З 1962 року с. Нікольське у зв'язку з укрупненням сільських районів стає центром ще для двох районів — Першотравневого і Новоазовського. В 1965 році було остаточно розв'язане питання про кордони Нікольського району. В цьому ж році село Нікольське віднесено до категорії селищ міського типу.

## Адміністративний устрій
Адміністративно-територіально район поділяється на 1 селищну раду та 10 сільських рад, які об'єднують 43 населені пункти та підпорядковані Нікольській районній раді. Адміністративний центр — смт Нікольське.

## Населення
Національний склад населення району за переписом 2001 року
|          | чисельність | частка |
| українці | 16 494      | 52,9   |
| росіяни  | 7 538       | 24,2   |
| греки    | 6 223       | 20,0   |
| білоруси | 233         | 0,7    |

Етномовний склад сільських та міських рад району (рідна мова населення) за переписом 2001 року, %
|                          | російська | українська | грецька | вірменська | білоруська |
| НІКОЛЬСЬКИЙ РАЙОН        | 67,4      | 31,1       | 0,7     | 0,2        | 0,1        |
| ------------------------ | --------- | ---------- | ------- | ---------- | ---------- |
| смт НІКОЛЬСЬКЕ           | 61,3      | 37,3       | 0,8     | 0,2        | 0,1        |
| БОЇВСЬКА сільрада        | 32,0      | 66,8       | 0,1     | 0,0        | 0,2        |
| ЗОРЯНСЬКА сільрада       | 84,2      | 13,9       | 0,2     |            | 0,1        |
| ЗЕЛЕНОЯРСЬКА сільрада    | 36,4      | 63,4       | 0,1     |            |            |
| КАЛЬЧИЦЬКА сільрада      | 94,5      | 4,8        | 0,3     |            | 0,0        |
| КАСЯНІВСЬКА сільрада     | 88,2      | 7,0        | 3,7     | 0,5        | 0,0        |
| МАЛОЯНІСОЛЬСЬКА сільрада | 93,6      | 6,1        | 0,1     | 0,0        | 0,0        |
| НОВОКРАСНІВСЬКА сільрада | 54,9      | 44,1       | 0,1     |            | 0,1        |
| РЕСПУБЛІКАНСЬКА сільрада | 24,4      | 74,9       | 0,3     |            | 0,3        |
| ТЕМРЮЦЬКА сільрада       | 78,4      | 21,6       |         |            |            |
| ТОПОЛИНСЬКА сільрада     | 43,4      | 55,3       | 0,1     | 1,1        | 0,1        |

## Економічна географія району
Через район проходять декілька транспортних магістралей, зокрема Н20 (Маріуполь — Слов'янськ), Н08 (Маріуполь — Запоріжжя), який з'єднує два промислових центри південного сходу України. Через насичене транспортне сполучення траса втратила свою якість. Її жахливий стан впливає на економіку району і зменшує його конкурентноздатність.
У районі налічується 14 сільськогосподарських ТОВ, одне ВАТ, 6 агроцехів ММК ім. Ілліча, одне дочірнє підприємство, два приватних підприємства.
Господарства мають у наявності 643 трактори, 115 зернозбиральних комбайнів, 613 автомобілів, з них вантажних — 437. На території району працюють організації:
- промислові: ЗАТ «Володарський молочний завод», колективне підприємство «Володарська типографія», ВАТ «Кальчицький кар'єр», хлібокомбінат, Нікольський райСТу, ВАТВК «Агросервіс-„Центр“», агроцех № 31, ВАТ «ММК ім. Ілліча»;
- міжгосподарські: Райсільгоспенерго, Нікольське агрохімічне об'єднання;
- організації з обслуговування сільськогосподарських підприємств: ВАТ «Володарське ремпідприємство», ВАТ «Нікольський райагрохім», Нікольський сортонасінний завод, ВАТ «Нікольський райагропромпостач», ТОВ «Нікольський інкубатор»;
- транспортні: ВАТ «Нікольський спецАТП 0517», ТОВ «Нікольськавто»;
- будівельні: ТОВ «Будівельна компанія „Зодчий“», філія «Нікольський автодор», Нікольське підприємство агродорбуд № 4, ЗАТ «Агродорбуд».

На стан справ в агропромисловому комплексі позитивно вплинуло прискорення процесу реформування. В результаті — в районі з 19 КСП створено поряд з колективними підприємствами 95 селянських господарств (ферм).
За 9 місяців 2002 року вироблено валової продукції сільського господарства на суму 81,3 млн грн., що становить 84,9 % до Програми. Стабільно зростають обсяги виробництва продукції тваринництва. За 9 місяців вироблено продукції тваринництва 3211 тонн, що становить 98,4 % до Програми і на 28,7 % більше за рівень минулого року.
Підвищилася продуктивність корів на 10,6 %. Поголів'я збільшилося на 7,8 %. Фінансове становище сільськогосподарських підприємств становить 3817 тис. грн. прибутку, проти 936,3 тис. грн. за цей же період 2001 року.
Обсяг виробництва промислової продукції в діючих цінах на 2002 рік запланований на суму 5800 тис. грн. фактично виконане 7312,9 тис. грн., або 126,1 % до Програми.
Засвоєно капітальних вкладень на суму 3301 тис. грн., або 57,3 % до Програми. Введено в експлуатацію 2552 м² житла (індивідуальне будівництво), що становить 127,6 % до Програми.
За 9 місяців 2002 року отримано прибутку на суму 3006,7 тис. грн., або 41,5 % до Програми (28 підприємств). Доходи місцевого бюджету району склали 4289,9 тис. грн., або 65,5 % до завдань Програми.
Державну соціальну допомогу отримують 2215 сімей (1286 — субсидії, 467 сімей — соціальну допомогу, 462 сім'ї — допомогу на дітей).
Заборгованість з виплати зарплати склала 162,3 тис. грн. Перед працівниками бюджетної сфери заборгованості немає.

## Наука та освіта
В районі функціонує 19 загальноосвітніх навчальних закладів: І-ІІІ ступенів – 15 навчальних закладів, І-ІІ ступенів – 2, І ступеню – 2. Володарська загальноосвітня школа I ст. №3 Володарської районної ради Донецької області та загальноосвітня школа I-II ст. села Шевченко не працюють у зв’язку з відсутністю дітей. В загальноосвітніх школах навчається 2645 учнів, із них учнів 1 класу – 264, 10 класу – 183. В районі діє 5 освітніх округів: Нікольська гімназія «Софія» з загальноосвітньою школою I ступеню №2, загальноосвітня школа I-III ступенів села Бойове, загальноосвітня школа I-III ступенів села Зоря, загальноосвітня школа I-III ступенів села Новокраснівка, Малоянисольська загальноосвітня школа I-III ступенів імені В.В.Балабана. Профільним навчанням охоплено 351 учень 10-11 класів: природничо-математичний напрям – 61 учень (екологічний профіль, біолого-хімічний, біолого-географічний, біотехнологічний); суспільно-гуманітарний напрям – 63 учні (історичний, економічний); філологічний напрям – 203 учні (української філології); технологічний напрям – 7 учнів (інформаційно-технологічний); художньо-естетичний напрям – 17 учнів. В школах району функціонує українська мова як державна, забезпечується потреба населення у навчанні і вихованні дітей та учнівської молоді українською мовою. Мережа закладів освіти з державною мовою навчання в 2014-2015 навчальному році складається з: 9 шкіл з українською мовою навчання, 9 шкіл з російською мовою навчання, 1 школа з українською та російською мовами навчання. За шкільною інформацією нараховується 97 обдарованих дітей в загальноосвітніх закладах району (55 учнів за напрямками обдарованості: інтелектуальна – 20 учнів; художньо-естетична – 20 учнів; психомоторна – 15 учнів). В 2013-2014 н.р. свідоцтво з відзнакою отримало 7 випускників основної школи, 7 випускників нагороджено золотими медалями, 3 – срібними. Похвальними грамотами «За особливі досягнення у вивченні окремих предметів» нагороджено 8 випускників та похвальними листами «За високі досягнення у навчанні» учні 5-8-х та 10 класів – 238. В районі організовано безкоштовне перевезення 447 учнів та 29 педпрацівників до місць навчання, роботи та у зворотному напрямку. Вирішенню цієї проблеми сприяла реалізація програми «Шкільний автобус». Усі автобуси укомплектовані водіями, які мають необхідну категорію для перевезення дітей. Одним із пріоритетних напрямків діяльності освітян є подальше опанування дистанційними технологіями навчання. Всі загальноосвітні навчальні заклади району підключені до мережі Інтернет. 

## Охорона здоров'я
Медична допомога надається  в ЦРЛ Володарського району; КЗ « Володарський районний центр первинної медико-санітарної допомоги», до складу якого входять 5 лікарських амбулаторій загальної практики – сімейної медицини, 19 ФП та 3 ФАПА.
Ліжковий фонд ЦРЛ – 115 ліжок. Денний стаціонар поліклініки – 45 ліжок, у тому числі 30 – терапевтичного профілю і 15 ліжок гінекологічного профілю. Функціонує стаціонар на дому, в поліклініці стаціонар хірургії одного дня.
Виконуючи програму щодо лікувально-профілактичних заходів Нікольського району проводиться робота з подальшого розвитку амбулаторно-поліклінічної допомоги, пріоритетного надання допомоги дітям, матерям, інвалідам Другої світової війни, соціально незахищеним верствам населення; виконання Програм «Діти України», «Планування сім'ї», «Здоров'я людей похилого віку», «Цукровий діабет», з профілактики і боротьби зі СНІДом, з туберкульозом, онкозахворюваннями, з наркоманією, артеріальною гіпертонією.
1. Дільнична Кальчицька лікарня на 10 ліжок терапевтичного профілю.
2. Чотири амбулаторії: Темрюцька, Малоянісольська, Новокраснівська, Касянівська.
3. Станція швидкої медичної допомоги з підрозділом в селі Кальчик.

## Засоби масової інформації
Основним засобом масової інформації для населення району є місцева газета «Заря Приазовья» та місцеве радіо, яке останнім часом не є впливовим через скорочення редактора. Воно використовується тільки для сповіщення по лінії цивільної оборони та для деяких інших оголошень.
Газета «Заря Приазовья» 26 квітня 2012 року відзначила свій 80-річний ювілей. Цього дня 1932 року жителі району одержали перший номер газети. Вона називалась «Колгоспний шлях». Невеликий сірий аркуш з районними вістями повністю набирався ручним способом і друкувався в колишній церковній сторожці, яка знаходилася в Старому парку, на машині з ручним приводом.
Нині газета повністю набирається і верстається в редакції на комп'ютері. За довгий час свого існування редакторами її були: І. Кобаль, В. Попов, В. Хацкевич, І. Канкін, П. Горулько, П. Богданов, Блинов, А. Гірдо, Дубицький, В. Фесенко, М. Солдатенко, О. Пухнаревич, Л. Черненко.

## Розвиток культури та спорту
Мережа закладів культури району системи Міністерства культури України складає 36 одиниць: 1 районний будинок культури, 17 сільських клубних закладів, 15 бібліотек, 2 музеї, 1 музична школа. Всі установи культури є комунальними закладами. Штатна чисельність працівників закладів культури району станом на 01.01.2015 складає 139 осіб – 133,25 штатних одиниць. 
Згідно рішення Володарської районної ради від 12.01.2015 № 6/49-468 «Про прийняття у спільну власність територіальних громад сіл, селищ що перебуває в управлінні районної ради закладів культури», з початку січня 2015 року проводиться реорганізація комунального закладу Володарського РБК шляхом приєднання до нього структурних підрозділів – сільських клубних закладів. 
Аматорські  творчі  колективи, яких в районі  103, об’єднують 1013 аматорів, в тому числі діє 12 народних аматорських колективів. Для дітей та підлітків діє 52 клубних формування.
Найбільш активною творчою діяльністю відзначаються народні колективи Володарського РБК (вокальний ансамбль «Надвечір’я», студія сольного співу «Легенда»), студія танцю «Аллегро»; народний ВІА «Апрель» Старченківського СЦКС, народний вокальний ансамбль «Новий день» Новокраснівського СЦД, народний вокальний ансамбль «Пігадь» районної музичної школи ім. Д.К.Патричі. 
Бібліотеками Володарської ЦБС за 2014 рік обслуговано 11258 читачів, видано 218.2 тис. примірників документів, фонд поповнився 1353 примірниками на суму 22.5 тис. грн.  На 01.01.2015 р. бібліотечний  фонд Володарської ЦБС складає 172.3 тис. примірників документів.           З метою прищеплення любові до книги та знань, розвитку інтересів та здібностей читачів у бібліотеках працюють клуби за інтересами:  «Юний друг книги», «Янголятко», районне літературне об’єднання «Калець»,  «Клуб любителей сказок», «Пошук», «Кмітливі та допитливі», «Берегиня». Цього року у  Володарській районній бібліотеці для дітей був створений новий літературний клуб «Гармонія», який об’єднав школярів, які мають поетичні здібності. Також організований клуб «Рукодельница» для любителів вишивання та плетіння у Республіканській бібліотеці.
Єдиним у районі навчальним закладом з естетичного виховання дітей залишається дитяча музична школа. Бюджетний контингент учнів Володарської районної музичної школи ім. Д.К.Патричі протягом останніх років залишається у  кількості 130 осіб, забезпечується виплата щомісячних стипендій ім. Д.К.Патричі обдарованим учням школи. Навчання проводиться за спеціальностями: фортепіано (45 учнів), духові інструменти (23 учні), народні інструменти (15 учнів), скрипка (10 учнів), вокал (13 учнів), народно-сценічний танець (24 учні). Також працюють групи на засадах самоокупності: народно-сценічного танцю (16 учнів), гри на гітарі (2 учні).
Музейний фонд Краєзнавчого музею Володарського району налічує 9408 предметів, щороку Музей відвідує більше 11 тис. осіб. Особливою популярністю користуються дитячий клуб «Дивосвіт» та історико-краєзнавчий клуб. Їх учасники – учні загальноосвітніх шкіл, які під керівництвом наукових співробітників вивчають історію своєї малої батьківщини. У 2012 році на базі Темрюкського відділу Краєзнавчого музею створено комунальний заклад – Музей історії с.Темрюк Нікольського району. Його фонд налічує 5455 предметів, кількість відвідувачів складає 2.5 тис.осіб.  
Відділ культури продовжує координувати та організовувати роботу з увічнення пам'яті учасників Другої світової війни у «Книзі Пам'яті України». Постійна увага приділяється стану і охороні пам'яток історії та культури на території району.
У Нікольському районі створені всі необхідні умови для занять фізичною культурою і спортом. Сьогодні в районі функціонує 20 спортивних залів, 19 футбольних полів, 8 пристосованих приміщень для занять спортом, 18 гімнастичних площадок, 1 ДЮСШ, 1 стадіон, 15 спортивних майданчиків, з них 4 із синтетичним покриттям. Фізкультурно-оздоровчою і спортивною роботою в районі охоплено більше 6000 чоловік, культивується 17 видів спорту. Пріоритетними є вільна боротьба, боротьба дзюдо, легка атлетика, футбол, волейбол, шахи, шашки, н.теніс. Щорічно календарним планом передбачено та проводиться понад 55 спортивно-масових заходів.
Ми пишаємося досягненнями наших спортсменів: Олени Шурхно (легка атлетика), Пугача Власа, Георгія Неустроева, Домонтовича Миколи (боротьба дзюдо), Нетреба Івана (вільна боротьба), Бегім Володимира (боротьба дзюдо), Одринської Юлії (боротьба дзюдо) і багатьох, багатьох інших.
Створена і плідно працює Федерація футболу Володарського району. Щорічно проводиться чемпіонат району з футболу, спортивно-масові змагання серед дітей, підлітків та ветеранів.
У 2007 році створено районний центр фізичного здоров’я населення «Спорт для всіх». Головною метою є організація та проведення спортивно-масових заходів за місцем проживання та в місцях масового відпочинку населення. На балансі центру знаходиться районний стадіон «Колос» та комплексний спортивний майданчик.
В районі започатковані змагання на призи «Шкіряний м'яч» з футболу, турніри з шахів і з футболу пам'яті Героя Радянського Союзу С. П. Машковського, з легкої атлетики, присвячений пам'яті Героїв Чорнобиля, є також досягнення з участі у турнірі «Юний резерв Приазов'я» та «Юний резерв Донбасу» з дзюдо, в турнірі з шахів, присвяченому пам'яті братів Аніміца.
Найкращими в області серед спортивних клубів за інтересами визнаний клуб «Белая ладья» і футбольна команда СЦКС с. Темрюк.

## Туристичні можливості
На території Нікольського району туристичними об'єктами є заповідник «Кам'яні могили» на межі Донецької та Запорізької областей. Крім мальовничих краєвидів він має задовольнити ще і наукові, історичні та етнографічні інтереси відвідувачів.
Заказник «Азовська Дача», розташований на території Нікольської селищної Ради, це місце, де можна відпочити, назбирати грибів, подихати свіжим повітрям.
Великою популярністю користується відпочинок у Федорівському лісництві, де є також рибна ловля.

## Релігійні організації
В XIX ст. козаком отаманом Гладким в с. Нікольському було побудовано Свято-Нікольську церкву але її спіткала доля більшості церков України. В 2002 році в смт Нікольському було побудовано новий Свято-Миколаївський Храм, який став символом відродження традицій давнини. 
Сьогодні у районі діють:
- 8 церков Української православної церкви Московського патріархату Донецької єпархії:
Свято-Іллінська православна церква в с.Темрюк;
Свято-Миколаївська православна церква в смт Нікольське;
Олександро-Невська православна церква в смт Нікольське;
Православна церков Різдва Пресвятої Богородиці в с. Тополине;
Церква Святої Іверської ікони Божої Матері в с. Малоянисоль;
Костянтино-Оленівська Православна церква в с. Кременівка;
Церква Преподобної мучениці Святої Єлизавети с. Зоря;
Покровська Українська Православна церква в с. Бойовому.
Зареєстровано релігійні громади Григорія Богослова в с. Новокраснівка та Іоана Богослова в с. Шевченко.
- 2 Українські Православні церкви Київського Патріархату:
Святих Костянтина і Олени в с. Кременівка;
Церква Преподобного Касіяна-римлянина в с. Касянівка.
В смт Нікольське та с. Малинівка діють церкви християн віри Євангельської “Асамблея Божа” та „Адвентистів 7 дня” .
Свято-Покровський храм відкрито в с. Бойове в 2007 році.

## Політика
25 травня 2014 року відбулися Вибори Президента України. У межах Нікольського району були створені 23 виборчі дільниці. Явка на виборах складала — 23,01 % (проголосували 5 274 із 22 918 виборців). Найбільшу кількість голосів отримав Петро Порошенко — 29,14 % (1 537 виборців); Сергій Тігіпко — 21,41 % (1 129 виборців), Вадим Рабінович — 10,49 % (553 виборців), Михайло Добкін — 6,64 % (350 виборців), Юлія Тимошенко — 6,20 % (327 виборців). Решта кандидатів набрали меншу кількість голосів. Кількість недійсних або зіпсованих бюлетенів — 3,87 %.